# أنت طالق (مسلسل)
 أنت طالق  مسلسل سعودي من إنتاج 2013.

## قصة المسلسل
مسلسل أنتِ طالق من إنتاج التلفزيون السعودي، وهو عبارة عن 26 حلقة منفصلة، وهو مسلسل اجتماعي يناقش القضايا الزوجية من أبعادٍ مختلفة، وعلى رأسها مشكلة معاناة المرأة المطلقة، إضافةً إلى تسليط الضوء على عددٍ من السلبيات والأخطاء الاجتماعية، كزواج القاصرات وما يترتب عليه من مشاكل ومعاناة في حالة الطلاق، وزواج المصلحة والأخطار التي تهدد الأسرة بسببه، ويعتمد في أدوار البطولة على العنصر النسائي.